# 3588 Kirik
3588 Kirik este un asteroid din centura principală, descoperit pe 8 octombrie 1981 de Liudmila Cernîh.